# Thuróczy Szabolcs
Thuróczy Szabolcs (Nyíregyháza, 1971. december 24. –) magyar színész, a budapesti Pintér Béla és Társulata oszlopos tagja.

## Élete
Sportiskolába járt és futballozott a Nyíregyházi VSC-ben. A gimnázium idején Gaál Erzsébet rendezőnő a nyíregyházi színházban a Georg Büchner műveiből készült Danton című előadásához keresett szereplőket. Azonnal beszippantotta a színház világa. Ennek ellenére az érettségi után a József Attila Tudományegyetem jogi karára felvételizett, ahol 1996-ban diplomázott. A színháztól közben sem távolodott el. 1990 és 1992 között Nyíregyházán Zsótér Sándor első rendezéseiben szerepelt. 1994 és 1995 között a szolnoki Szigligeti Színházban játszott. 1998 óta a Pintér Béla és Társulata tagja.
Felesége 2005 óta Molnár Andrea, kivel közös gyermekei, Borbála (2005) és Orsolya (2007). Korábbi kapcsolatából további egy gyermeke született, Máté (1994).

## Színházi szerepeiből
- Georg Büchner - Danton
- Shakespeare - Titus Andronicus - Demetrius
- Rostand - Cyrano - Guiche gróf
- Tennesse Willams - Orpheus alászáll
- Pilinszky János - Gyerekek és katonák - Katona
- Wispyansky - Novemberi éj - Szatír
- Fényes Szabolcs -- Szenes Iván - Imádok férjhez menni - Lakáj
- Gorkij - Jegor Bulicsov és a többiek - Trombitás
- Jacobi Viktor - Sybill - Konstantin Nagyherceg szárnysegéd
- Garaczi László - Mizantróp - Acsa, szenilis bájgúnár
- Cervantes - Regős - Don Quijote - Sancho Pansa
- Pintér Béla és Társulata - Népi rablét - Anyakönyvvezető
- Pintér Béla és Társulata - Kórház-Bakony - Angyal Bandi
- Pintér Béla és Társulata - Sehova kapuja - Johathán - Mihály atya
- Pintér Béla és Társulata - Öl, butít - Kis Miklós
- Pintér Béla és Társulata - Parasztopera - Állomásfőnök
- Pintér Béla és Társulata - Gyévuska - Halász százados
- Pont Műhely - Látnokok
- Kamondi Zoltán - Candide - Bolgár
- Pintér Béla és Társulata - A sütemények királynője - Tibi
- Pintér Béla és Társulata - Anyám orra - Rádi Endre
- Pintér Béla és Társulata - Korcsula - Géza
- Tápszínház - Nagy színészverseny
- Szabó Máté - Havanna
- Pintér Béla és Társulata - Az Őrült, az Orvos, a Tanítványok és az Ördög - Hajdú László Polgármester
- Pintér Béla és Társulata - Árva csillag - Cézár
- Pintér Béla és Társulata - A démon Gyermekei - Baba néni
- Pintér Béla és Társulata - Sohavisszanemtérő - Bodolay Kálmán
- Pintér Béla és Társulata - Párhuzamos óra - Főpap
- Pintér Béla és Társulata - Szutyok - Bandi bácsi
- Pintér Béla és Társulata - Tündöklő középszer - Korpás János
- Pintér Béla és Társulata - Kaisers TV, Ungarn - Kossuth Lajos
- Pintér Béla és Társulata - 42. hét - Boci
- Pintér Béla és Társulata - Szívszakadtig - Borbély Győző
- Pintér Béla és Társulata - Titkaink - Szujó, Pincér, Pogány
- Osztrovszkij - Jövedelmező állás - Juszov
- Pintér Béla és Társulata - Fácántánc - Abu
- Tasnádi István: A fajok eredete - Sanyi

## Filmszerepeiből
- Barátok közt (1999) (TV)
- Szortírozott levelek (2000)
- Várjá Vlagyimir (2001)
- Anarchisták (2001)
- 18 kép egy konzervgyári lány életéből (2003)
- Rinaldó (2003)
- József és testvérei - Jelenetek a parasztbibliából (2004)
- Szezon (2004)
- Sorstalanság (2005)
- A vírus (2005)
- Friss levegő (2006)
- Randevú (2006)
- Kivégzés (2006)
- Off Hollywood (2007) (TV)
- Bányató (2007) (TV)
- Lassú tükör (2007)
- Lora (2007)
- Decameron 2007 (2007)
- Valami Amerika 2. (2008)
- Para (2008)
- Tabló – Minden, ami egy nyomozás mögött van! (2008)
- Pánik (2008)
- Kalandorok (2008)
- Hajónaplók (2009) (TV)
- 1 töltény (2009)
- Koccanás (2009) (TV)
- Adás (2009)
- Presszó (2009)
- A zöld sárkány gyermekei (2010)
- A postamester (2010) (TV)
- Carlos (2010)
- Pál Adrienn (2010)
- Kolorádó Kid (2010)
- Éji séták és éji alakok (2010) (TV)
- Matula kalandpark (2011) (TV)
- Csicska (2011)
- Nyár utca, nem megy tovább (2011) (TV)
- Társas játék (2011–2013) (TV)
- Nejem, nőm, csajom (2012)
- Átok (2010-2012)
- Bence és Bálint (2012)
- Munkaügyek (2012) (TV)
- Titanic Pap (2012)
- Fák (2012) (hangalámondás)
- Én is téged, nagyon (2012)
- Szabadság – Különjárat (2013) (TV)
- Isteni műszak (2013)
- Senki szigete (2014)
- Fehér isten (2014)
- A teljesség felé (2014)
- Aranyélet  (2015–2018) (TV)
- Ketten Párizs ellen (2015) (TV)
- Szerdai gyerek (2015)
- Tiszta szívvel (2016)
- Hunor (2016)
- Budapest Noir (2017) Skubics
- Valami Amerika 3. (2018)
- Game Over Club (2018-ban forgatott, de bemutatásra nem került film)[2]
- Drakulics elvtárs (2019)
- A tanár (2021) (TV)
- A legjobb dolgokon bőgni kell (2021)
- Így vagy tökéletes (2021)
- Éden (2021)
- Becsúszó szerelem (2021)
- Bűnös város (2021)
- Melegvizek országa (2022)
- A besúgó (2022) (TV)
- Szia, Életem! (2022)
- Larry (2022)
- A Király (2022–2023) (TV)
- Marsra magyar! (2023–2024) (TV)
- Valami Amerika (2023) (TV)
- És mi van Tomival? (2024)
- Mi vagyunk Azahriah (2024)
- BigBakShow (2025) (TV)

## Elismerései
- Főváros Díja - a legjobb alakítás - Öl, butít - Kis Miklós (2002)
- Los Angeles-i Magyar Filmfesztivál - Legjobb férfi főszereplő - Tiszta szívvel és a Szerdai gyerek (2016)
- Thessaloniki Filmfesztivál - Legjobb férfi főszereplő, megosztva - Tiszta szívvel (2016)
- Arany Medál díj – Az év színésze közönségdíj (2016)
- Magyar Filmkritikusok Díja – Legjobb férfi alakítás díja (2017)
- Magyar Filmdíj - legjobb férfi főszereplő – Tiszta szívvel (2017)
- Televíziós Újságírók Díja – Legjobb színész – Aranyélet (2018)
- Magyar Filmdíj - legjobb férfi főszereplő – Televíziós sorozatok kategória – Aranyélet (2019)
- Televíziós Újságírók Díja – Legjobb mellékszereplő – A besúgó (2023)
- Magyar Mozgókép Díj – A legjobb férfi mellékszereplő – Larry (2023)